# Akihiko Nakaya
Akihiko Nakaya (中谷 明彦, Nakaya Akihiko), né le 3 novembre 1957 à Tokyo au Japon, est un ancien pilote de course automobile international japonais.

## Palmarès

### Résultats aux24 Heures du Mans
| Année | Écurie                                   | Copilotes                        | Voiture        | Classe | Tours | Pos. | Class Pos. |
| ----- | ---------------------------------------- | -------------------------------- | -------------- | ------ | ----- | ---- | ---------- |
| 1989  | Brun Motorsport                          | Harald Grohs Sarel van der Merwe | Porsche 962C   | C1     | 78    | Abd. | Abd.       |
| 1997  | Team Lark McLaren Parabolica Motorsports | Keiichi Tsuchiya Gary Ayles (en) | McLaren F1 GTR | GT1    | 88    | Abd. | Abd.       |
| 1999  | Team Goh ( David Price Racing)           | Hiro Matsushita Hiroki Katoh     | BMW V12 LM     | LMP    | 223   | Abd. | Abd.       |

### Résultats enChampionnat du Japon de sport-prototypes
| Année | Ecurie            | Châssis      | Moteur                              | Classe | 1     | 2        | 3        | 4     | 5      | 6        | 7      | Position | Points |
| ----- | ----------------- | ------------ | ----------------------------------- | ------ | ----- | -------- | -------- | ----- | ------ | -------- | ------ | -------- | ------ |
| 1989  | FromA Racing Team | Porsche 962C | Porsche Type-935 3,0 l Flat-6 Turbo | C1     | FUJ 1 | FUJ Abd. | FUJ Abd. | SUZ 2 | FUJ 16 |          |        | 10e      | 35     |
| 1990  | FromA Racing Team | Porsche 962C | Porsche Type-935 3,0 l Flat-6 Turbo | C1     | FUJ 5 | FUJ 10   | FUJ Abd. | SUZ 2 | SUG 7  | FUJ Abd. |        | 11e      | 27     |
| 1991  | FromA Racing Team | Nissan R91CK | Nissan VHR35Z 3,5 l V8 Turbo        | C1     | FUJ 2 | FUJ Abd. | FUJ 6    | SUZ 2 | SUG 2  | FUJ Abd. | SUG 10 | 6e       | 52     |